# Dmitrij Kovtun
Dmitrij Vladimirovič Kovtun (1965 – 4. června 2022) (rusky Дмитрий Владимирович Ковтун) byl ruský obchodník a někdejší agent sovětské tajné služby KGB.
Společně s dalším bývalým agentem KGB Andrejem Lugovým se setkal s Alexandrem Litviněnkem krátce před tím, než byl Litviněnko hospitalizován pro otravu poloniem. Sám Kovtun byl později v Moskvě také hospitalizován vzhledem ke kontaminaci poloniem.
Kovtun a Lugovoj se znají od dětství, oba pocházejí z vojenských rodin a vyrůstali v sousedství. Společně studovali také vojenskou akademii v Moskvě v 80. letech 20. století a společně poté pracovali pro KGB. Po kolapsu Sovětského svazu oba pracovali pro soukromé bezpečnostní agentury.
Kovtun byl původně vyšetřován v případu jako svědek, ale v roce 2012 ho britská prokuratura obvinila z vraždy Litviněnka, byl na něj vydán zatykač a Rusko bylo požádáno o jeho vydání. V březnu 2015 informoval Kovtun britské úřady, že je připraven předložit důkazy o své nevině. V červenci 2015 ale tvrdil, že údajně nebyl schopen se zkontaktovat s příslušným ruským vyšetřovatelem, aby mu vydal povolení mluvit o utajených skutečnostech. Podle britských komentátorů Kovtun soud napálil. Dne 4. června 2022 oznámila ruská tisková agentura TASS, že Kovtun zemřel na následky onemocnění covid-19.